# Michael Jackson: The Legend Continues
Michael Jackson: The Legend Continues (in Italia conosciuto anche come Michael Jackson: La Leggenda Continua) è un film documentario biografico del 1988 sull'artista statunitense Michael Jackson diretto da Patrick T. Kelly e prodotto dalla Motown e narrato dall'attore James Earl Jones. 
Fu il primo documentario ufficiale su Jackson prodotto dopo i successi mondiali dei suoi album da solista Off the Wall (1979), Thriller (1982) e Bad (1987) e conteneva, oltre a tantissime immagini inedite per l'epoca, per la prima volta immagini esclusive dal suo primo tour da solista, il Bad World Tour partito dal Giappone nel 1987.

## Contenuti

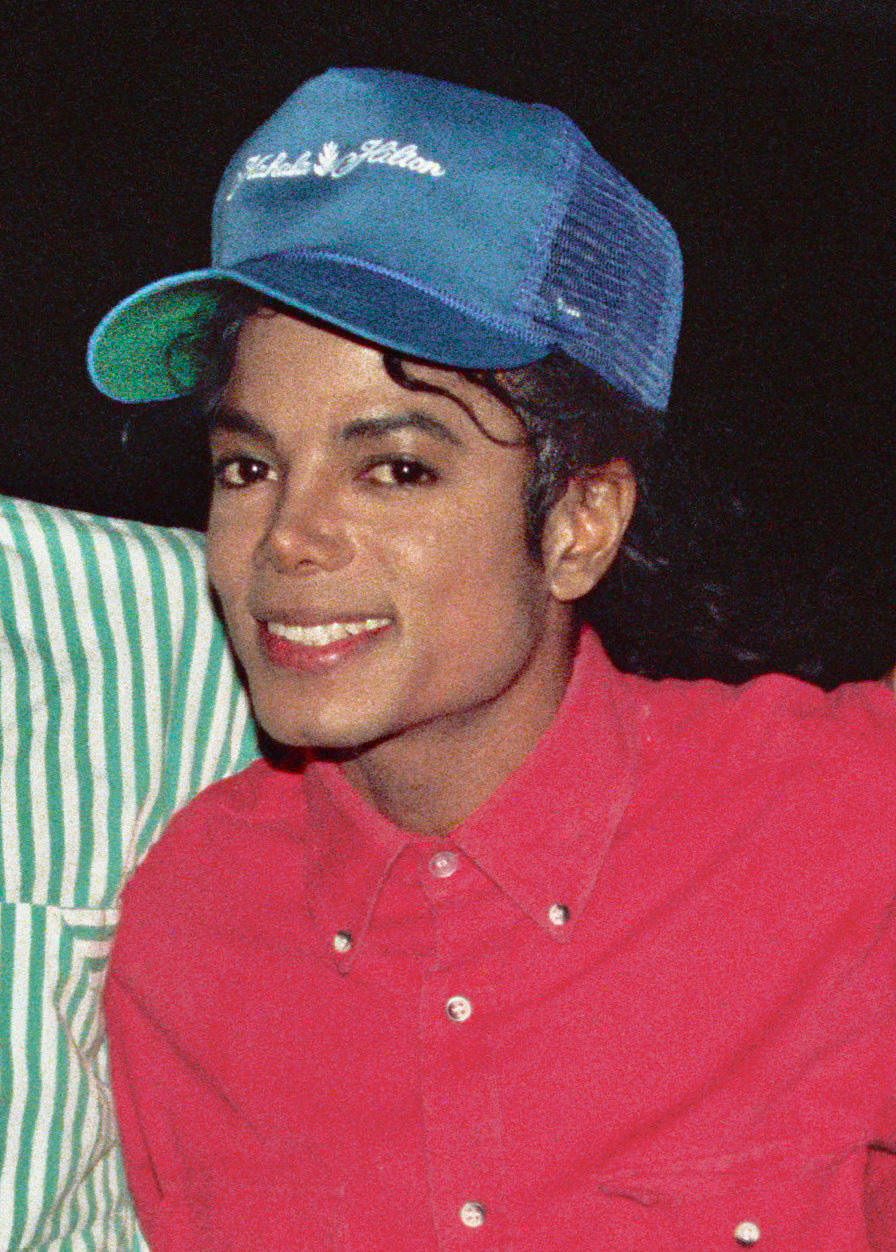
Michael Jackson nel 1988

Il documentario si incentra sulla vita e la carriera di Jackson fin dall'infanzia, narrando i suoi primi anni nel mondo della musica col gruppo familiare composto da lui e i suoi fratelli, i Jackson 5, fino alla sua carriera di successo come cantante solista, che allora comprendeva già tre album di grandissimo successo per la Epic Records.
Per ricostruire la storia dell'artista vengono intervistati alcuni familiari come il fratello Marlon, che per la prima volta racconta i retroscena di come i Jackson 5 furono in realtà scoperti da un artista chiamato Bobby Taylor (e non la leggenda che voleva fosse stata Diana Ross a scoprirli), il produttore discografico Quincy Jones che racconta del suo primo incontro con Jackson sul set del film musicale I'm Magic (The Wiz) nel 1978 e delle collaborazioni ai suoi primi album da solista. Molti altri artisti danno poi semplicemente testimonianza della loro amicizia o raccontano retroscena della vita e della carriera di Jackson, tra questi compaiono le storiche attrici Elizabeth Taylor, Katharine Hepburn e Sophia Loren, l'attore e storico ballerino Gene Kelly che loda Jackson per le sue doti di danza, il cantante Sammy Davis Jr. invece in un passaggio pronuncia una frase divenuta storica tra i fan di Jackson:
(Sammy Davis Jr. nel documentario The Legend Continues)
Molti artisti raccontano poi le emozioni provate quando videro Jackson interpretare il moonwalk per la prima volta nello special televisivo Motown 25.
In una ricostruzione viene poi raccontato di tre fan che vinsero un concorso per MTV e che poterono incontrare Jackson al ritorno da un concerto in Australia e visitare il ranch della famiglia Jackson Hayvenhurst, a Encino.
Il documentario contiene inoltre tantissime rare immagini, all'epoca molte inedite, e spezzoni di video ed esibizioni di Jackson da solo e coi suoi fratelli e sorelle.

## Televisione
Lo special venne trasmesso per la prima volta negli Stati Uniti nel 1988 dal canale televisivo Showtime.

## Distribuzione
Venne distribuito in tutto il mondo in VHS tra il 1988 e il 1989 dalla Showtime e in Italia dalla Titanus. Nei primi anni 2000 venne pubblicata inoltre una rarissima versione bootleg in DVD dalla DvdGO che venne nuovamente ristampata dopo la morte di Michael Jackson nel 2009 dalla Cine Storm entertainment.

## Curiosità
Nel documentario di Spike Lee del 2016 Michael Jackson's Journey from Motown to Off the Wall sono stati inclusi molti spezzoni di interviste realizzate originariamente per Michael Jackson: The Legend Continues.